# Finn Methling
Finn Methling (ur. 8 sierpnia 1917 w Kopenhadze; zm. 20 października 2010) – duński dramatopisarz.
Syn reżysera teatralnego. Studiował historię literatury duńskiej. Debiutował w 1946 rozprawą In extremis - Tanker og Bekendelser ved et nyt Verdensbillede ("Rozmyślania i wyznanie nowego obrazu świata"), stanowiącą jego program pisarski. Najważniejszymi założeniami tego programu miało być zainteresowanie sprawami metafizycznymi. Większość sztuk Methlinga cechuje naiwna fascynacja światem i naiwna poetyka. Oprócz sztuk scenicznych pisywał również dla radia i telewizji. Jest również autorem wierszy i scenariuszy filmowych.
Sztukę "Podróż do zielonych cieni" przetłumaczył na polski Jarosław Iwaszkiewicz.

## Twórczość
- 1947 - Peter og Sylvia eller Kærlighedes Trængsler (Peter i Sylvia albo potrzeby miłości), komedia telewizyjna
- 1950 - Dagen i mogen (Jutrzejszy dzień)
- 1951 - Julespil (Gwiazdkowa gra)
- 1952 - Rejsen til de grønne skygger (Podróż do zielonych cieni)
- 1953 - Ukendte menneske (Nieznany człowiek)
- 1972 - Den vidunderlige hermafrodit (Cudowny hermafrodyta)
- 1979 - Naboerne (Sąsiedzi)
- 1983 - I forvirringens tid (W czasach niepokoju), wspomnienia
- 1987 - Tusinfryd. Millioner mord (Stokrotka. Miliony zabójstw)